# Burton Coggles
Burton Coggles – wieś w Anglii, w hrabstwie Lincolnshire, w dystrykcie South Kesteven. Leży 47 km na południe od Lincoln i 148 km na północ od Londynu.